# Villa Breckenheim

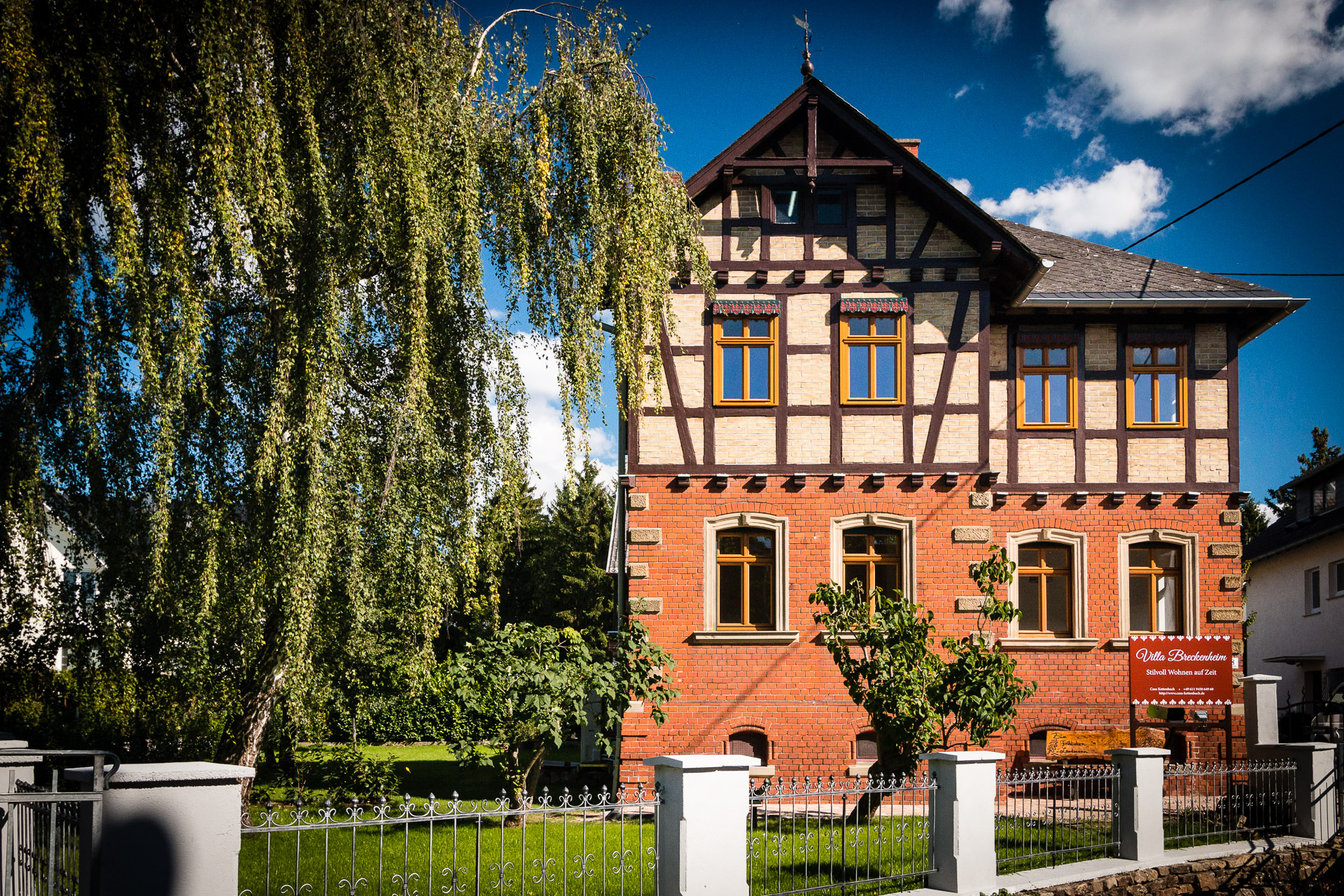
Villa Breckenheim im Jahr 2015

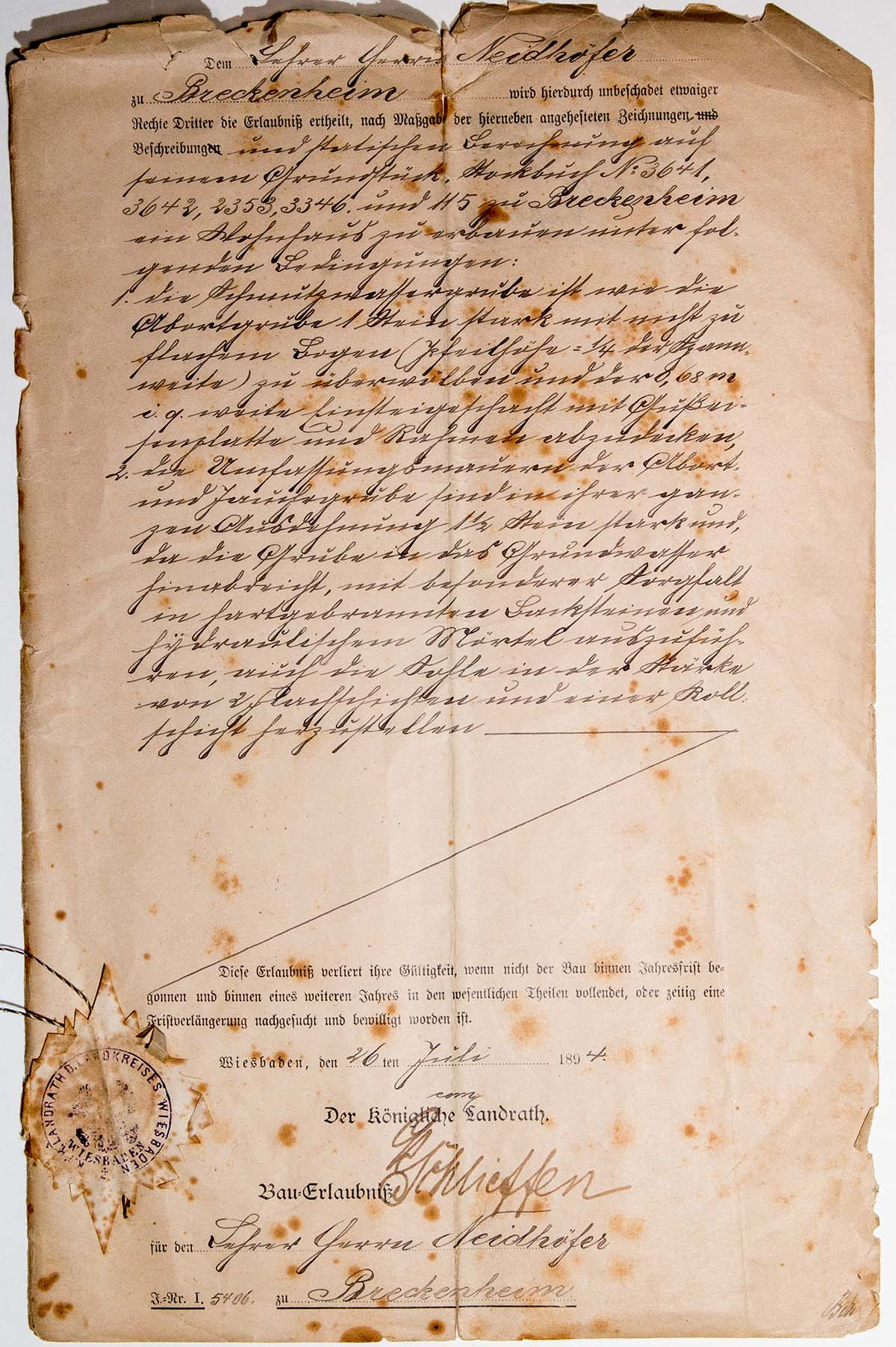
Baugenehmigung des königlichen Landrats zu Wiesbaden für den Lehrer Karl Neidhöfer zur Errichtung der Villa Breckenheim

Die Villa Breckenheim ist ein freistehendes Einzelkulturdenkmal am Rande des alten Ortskerns des Wiesbadener Stadtteils Breckenheim. Das Gebäude wurde vom Breckenheimer Dorflehrer Karl Neidhöfer zwischen 1894 und 1904 am Klingenbach errichtet. Der Bauherr wurde durch das zwei Jahre zuvor vollendete Wiesbadener Solmsschlösschen inspiriert.

## Baustil

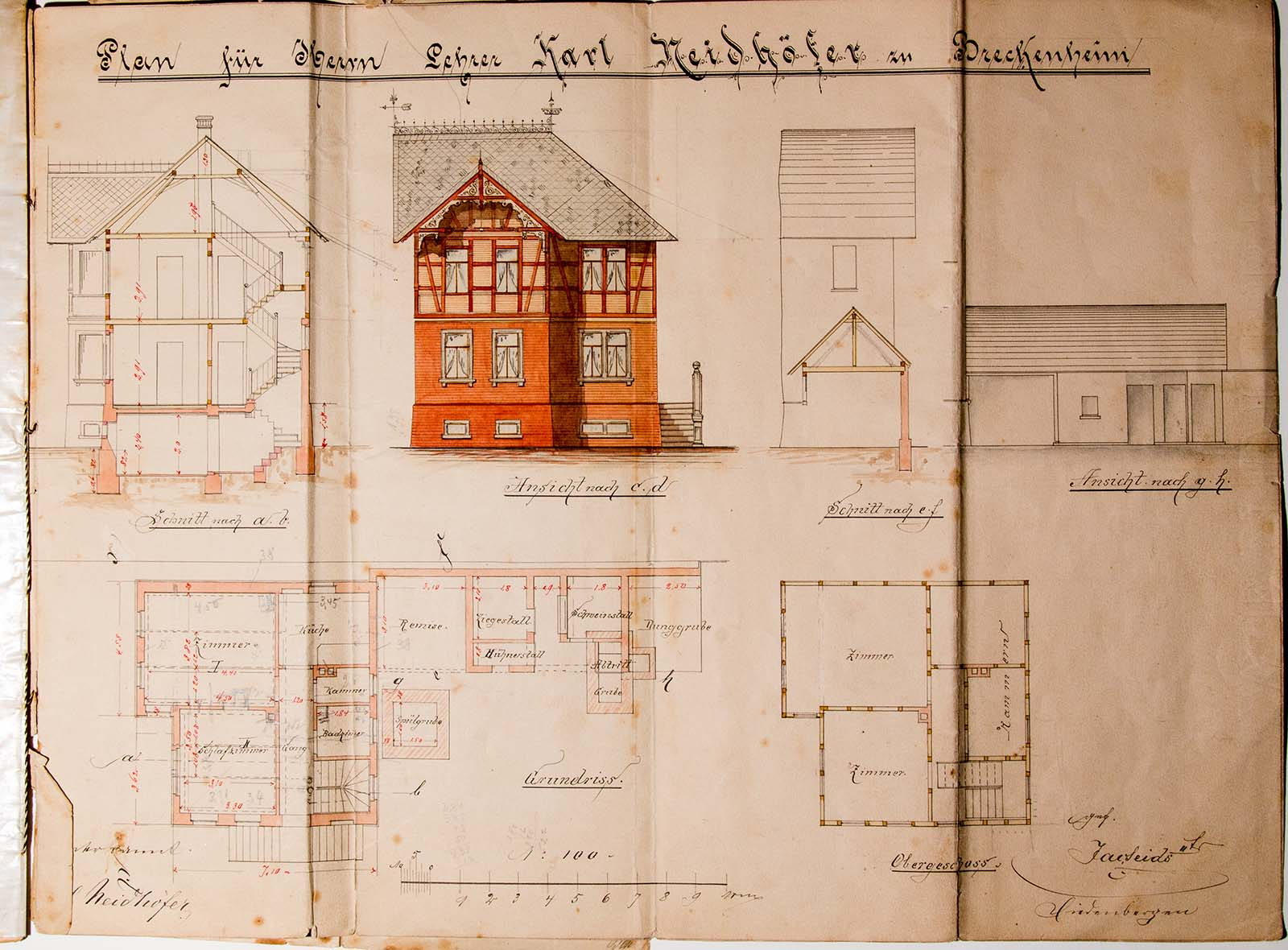
Bauplan der Villa Breckenheim

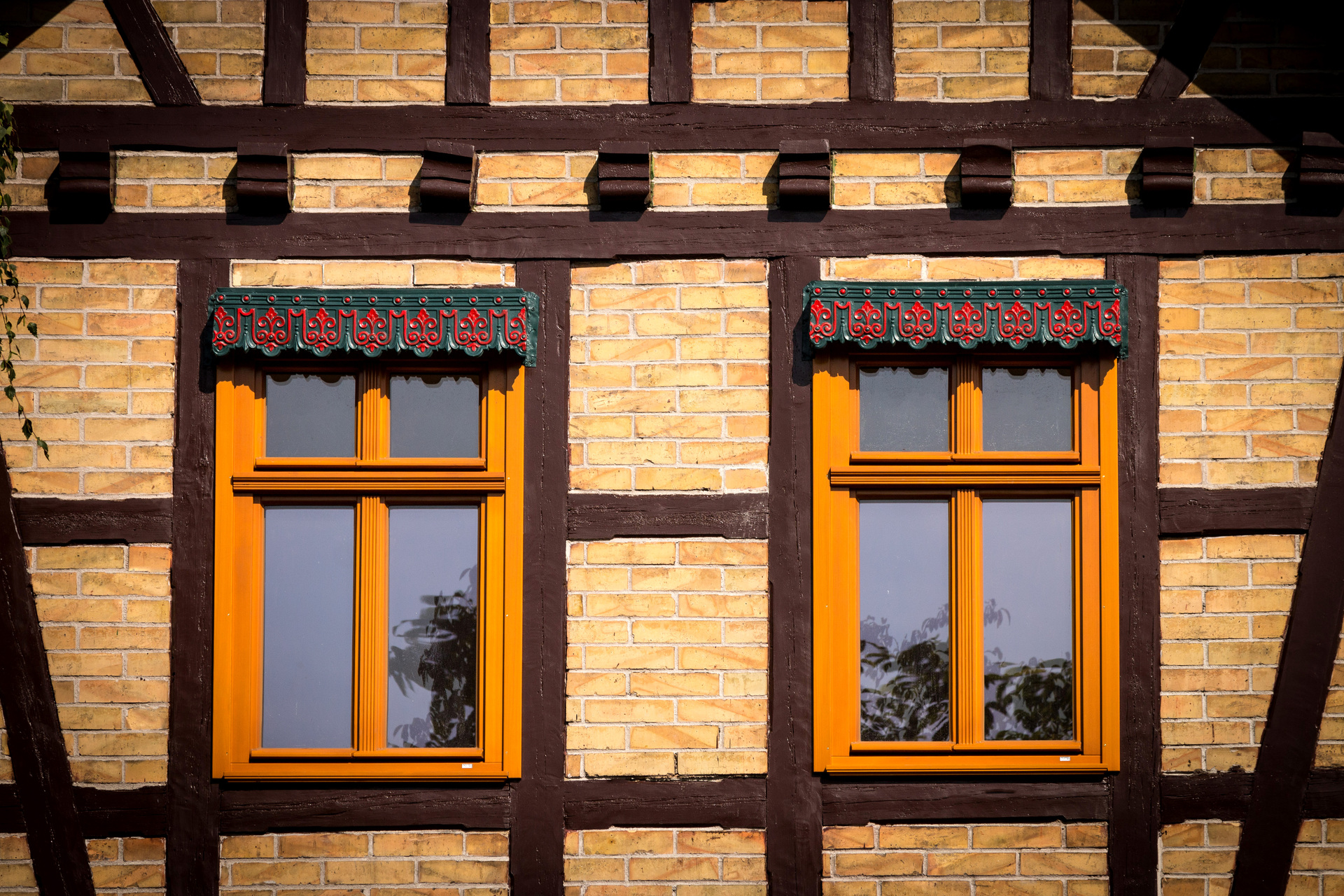
Lambrequins über den Fenstern des Obergeschosses

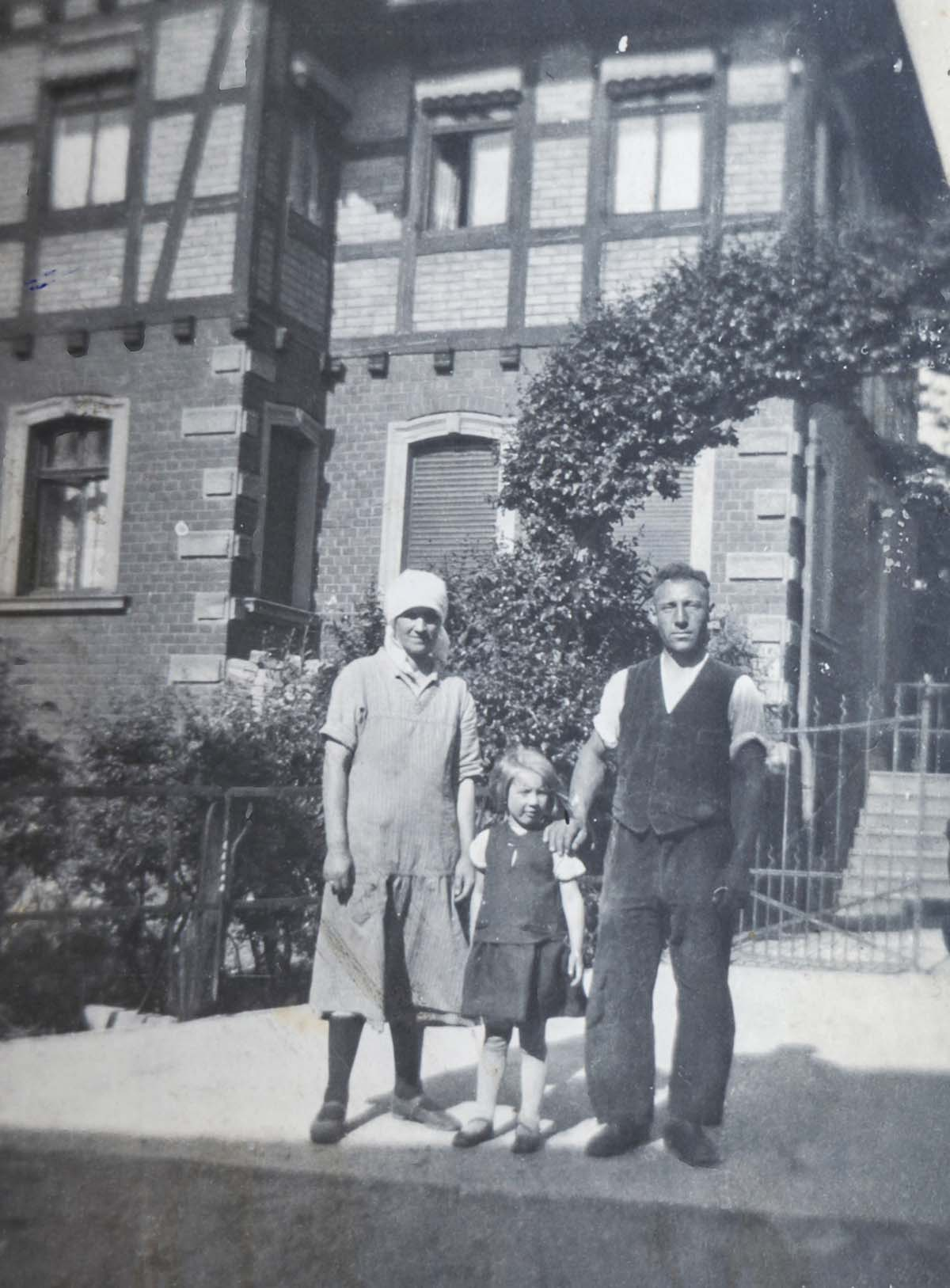
Villa Breckenheim mit Inhaberfamilie ca. 1928–1930: Theodor und Emilie Mareis und Tochter Emmy

Der Bauherr entschied sich für einen asymmetrischen Grundriss, ein verspieltes Äußeres sowie ein zur damaligen Zeit modernes Stahlbetonfundament (Kellerwände und Kellerdecke). Das Erdgeschoss (Hochparterre) wurde gründerzeittypisch dreireihig, aus roten Klinkersteinen sowie zwei Reihen Backsteinen errichtet. Die Fenster erhielten Sandsteinlaibungen. Der Zugang erfolgt über einen kurzen Treppenaufgang. Die Geschosshöhe ist mit 2,80 m höher als im Obergeschoss. Im Obergeschoss wurde Fachwerkbauweise, bestehend aus Tannenholz mit mittels gelben Backsteinen ausgemauerten Gefachen, gewählt. Die Decken bestehen aus Holz und Lehmwickel, die Raumhöhe beträgt nur 2,50 m.
Die Architektur erinnert somit an die bekannte Villa in der Alwinenstraße mit ihrer ungewöhnlichen Kombination aus Gründerzeit- und bäuerlichem Baustil.
Bemerkenswert sind die Lambrequins. Während im Bauplan die Verzierung von Giebel und First mit Blechen vorgesehen war, wurde bei der Umsetzung darauf zu Gunsten der Fensterschabracken verzichtet. 2015 wurden die Lambrequins im Rahmen der Sanierung restauriert.

## Geschichte

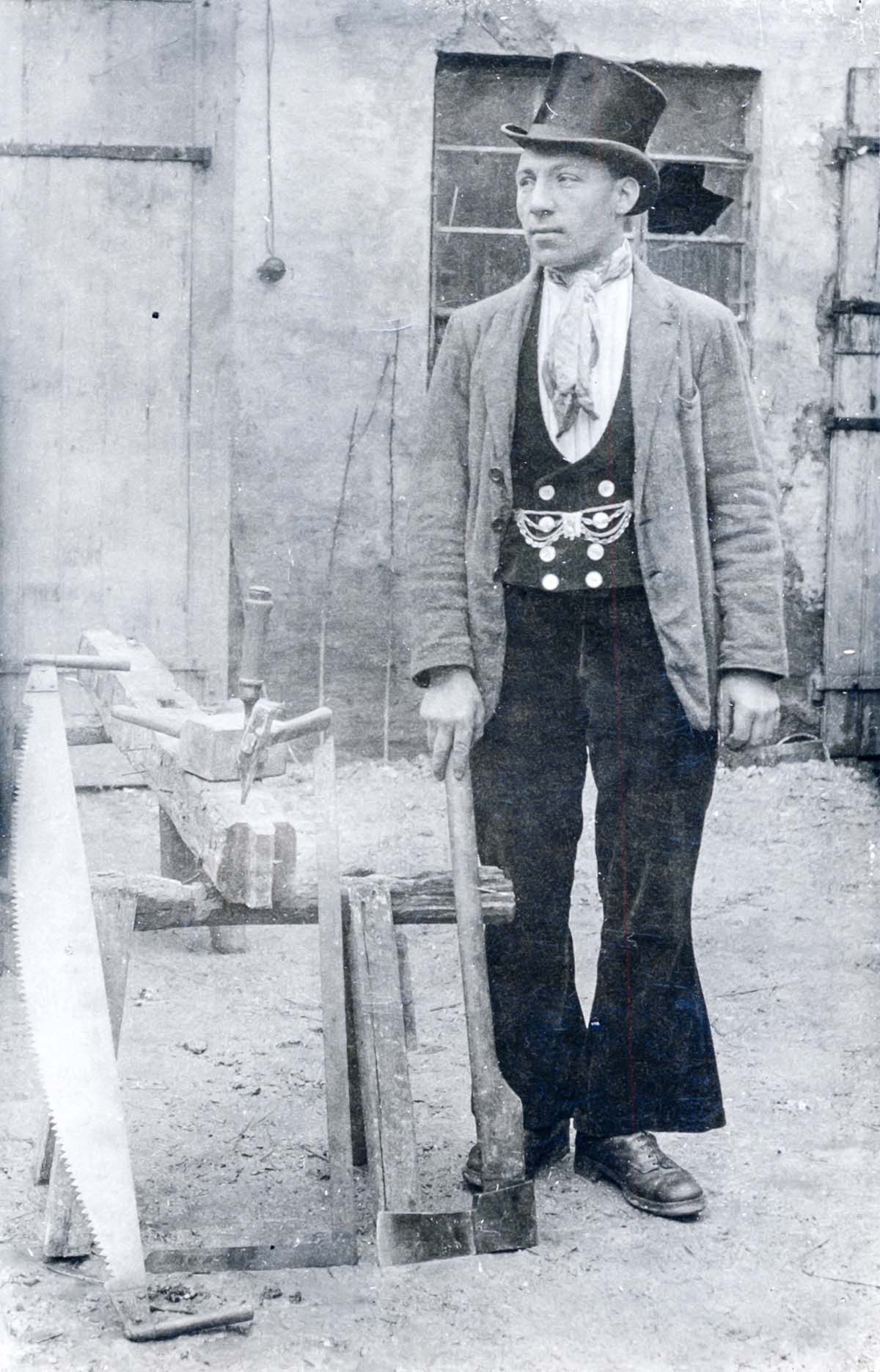
Zimmermann Theodor Meireis, Eigentümer der Villa Breckenheim von 1928 bis 1945

Erbaut zwischen 1894 und 1904, wurde die Villa vom Erbauer oder dessen Nachfahren im Jahr 1928 an den Zimmermann Theodor Meireis (1901–1945) verkauft. Dessen Urenkelin ist heute Eigentümerin der Villa.

## Sanierung 2015
2014 war das Haus in einem sanierungsbedürftigen Zustand und nicht mehr bewohnt. In Abstimmung mit der Unteren Denkmalschutzbehörde wurde ein umfassendes Konzept zu Sanierung entwickelt, einschließlich eines objekt-spezifischen Energiekonzepts. Von April bis Oktober 2015 wurde die Sanierung entsprechend umgesetzt.
Die „Bausünden“ an der Außenseite wurden zurückgebaut, die Balkenköpfe und das Fachwerk im Obergeschoss und die Lambrequins aufwändig saniert. Am Dach wurde der Schimmelschaden behoben und durch umfassende Abdichtung weiteres Eindringen von Feuchtigkeit gestoppt. Alle Fenster im Obergeschoss sowie die Badezimmerfenster im Erdgeschoss wurden durch energetisch verbesserte, neue Fenster in historischer Optik ersetzt. Die Fenster im Erdgeschoss wurden abgedichtet, die Rollladenkästen gedämmt und die Rollläden elektrifiziert. Im Inneren des Gebäudes wurde zunächst fast auf Rohbauniveau entkernt und dann vollständig neu ausgebaut, wobei dabei alle historischen Teile erhalten wurden.
Am Tag des offenen Denkmals am 13. September 2015 wurde das Gebäude in seinem Endzustand der Öffentlichkeit präsentiert.

## Heutige Nutzung
Seit dem Abschluss der Sanierung steht die Villa Breckenheim als Boardinghouse für das Wohnen auf Zeit zur Verfügung.

## Sonstige Literatur
- Peter Schabe: Solmsschlösschen in Wiesbaden. Gestern und heute. Geschichte und Bewahrung eines neugotischen Baudenkmals. Reinehr, Mühltal 1996, ISBN 3-929940-98-1.